# Вокзал Хазрат-Нізамуддін
Вокзал Хазрат-Нізамуддін (англ. Hazrat Nizamuddin Railway Station, код станції: NZM) — залізничний вокзал Делі, збудований в центрі міста з метою доповнення Вокзалу Нью-Делі. Поїзди звідси відправляються у всіх напрямках, як до інших штатів, так і до приміських районів Делі. Вокзал розташований неподалік від гробниці мусульманського святого суфія Хазрата Нізамуддіна Аулії. Поруч з вокзалом знаходиться автовокзал Сарай-Кале-Кхан (ISBT).